# Делта (Мисури)
Делта (енгл. Delta) град је у америчкој савезној држави Мисури.

## Демографија
По попису из 2010. године број становника је 438, што је 79 (-15,3%) становника мање него 2000. године.
| Група             | 2000.       | 2010.       |
| Белци             | 510 (98,6%) | 419 (95,7%) |
| Афроамериканци    | 0 (0,0%)    | 0 (0,0%)    |
| Азијати           | 0 (0,0%)    | 0 (0,0%)    |
| Хиспаноамериканци | 3 (0,6%)    | 2 (0,5%)    |
| Укупно            | 517         | 438         |